# جسر باب القنطرة
جسر باب القنطرة هو جسر قوسي يعبر وادي الرمال في مدينة قسنطينة الجزائرية ويُعتبر اقدم جسورها.

## الوصف
يبلغ إرتفاع الجسر نحو 65 مترا، ويمتد على طول 60 مترا، وعرض 7.5 أمتار، وهو يرتكز على أساسات رومانية قديمة.

## تاريخ
كان يوجد في الموقع جسر روماني من العصور القديمة حيث حافظ عليه كل من تولى زمام المدينة ففي سنة 1085م هدمت كل الجسور الرومانية باستثناء جسر القنطرة الذي حافظ على وجوده حتى سنة 1304م حيث بقي الجسر مهدما جزئيا إلى أن تم بناء جسر جديد على بقاياه أثناء الحكم العثماني بأمر من صالح باي في عام 1792، بهدف نقل المياه من ينابيع جبل الوحش إلى مدينة قسنطينة، وعهد بإنجازه إلى المهندس المعماري المالطي بارتولوميو الذي صممه على شكل أربعة أقواس حجرية. كان الجسر مسرحًا لهجمات فاشلة من قبل الجيش الفرنسي أثناء حصار قسنطينة عام 1836.
في 18 مارس 1857م انهار العمودين من الجسر الواقعين جهة المدينة بعد مرور فرقة من الجيش الفرنسي مما أدى إلى سقوط قناة المياه القادمة من جبل الوحش.
في 29 مارس 1887م، نصبت الهندسة العسكرية الفرنسية مدفعين بحضور السكان لتدمير ما تبقى الأجزاء المتينة من الجسر، واستلزم تهديم العمودين إطلاق أربعين طلقة مدفعية.
وفي نفس السنة أعادت السلطات الاستعمارية الفرنسية تهيئة قناة المياه. وأعيد بناؤه على شكل قوس معدني رئيسي يرتكز على ركيزتين حجريتين في عملية استغرقت ثلاث سنوات بين عامي 1860 و1863. كان الجسر يؤدي إلى بوابة ضخمة (باب القنطرة) والتي دُمرت في عام 1922 بعد أن عُدت غير مناسبة لحركة المرور.
وفي عام 1951م تعرض جزء من القوس الحديدي للانهيار وأُعيد تصميم الجسر بتوسعة الطريق وتهيئته،
في 15 يوليو 2019 أُغلق الجسر لمدة شهر لترميمه. كما رُمم في عام 2011

## أسماء أخرى
حمل جسر باب القنطرة عدة تسميات، منها تسمية جسر المشبكة، وتسمية جسر أنطونين الذي ذكر في كتاب قسنطينة لرشيد بوريبة، والتسمية انتشرت بعد أن وجدوها محفورة بحجارة بالجهة الداخلية السفلى للجسر.
كتب البكري واصفًا الجسر «في الجزء السفلي للواد، تم بناء جسر من أربعة أقواس داعمة لجسر ثان، يدعم بدوره جسر ثالث من ثلاثة أقواس»». ووصفه الإدريسي ب«البناء اللافت للانتباه، ارتفاعه عن الماء يقدر بـ 100 ذراع أي حوالي 50 مترا، يتكون من أقواس علوية وأخرى سفلية، عددها خمسة، ثلاثة منهم من الجهة الغربية المكونة من طابقين والمخصصين لمرور المياه، بينما الجهة العلوية منه مخصصة للربط بين الضفتين.»

## معرض الصور

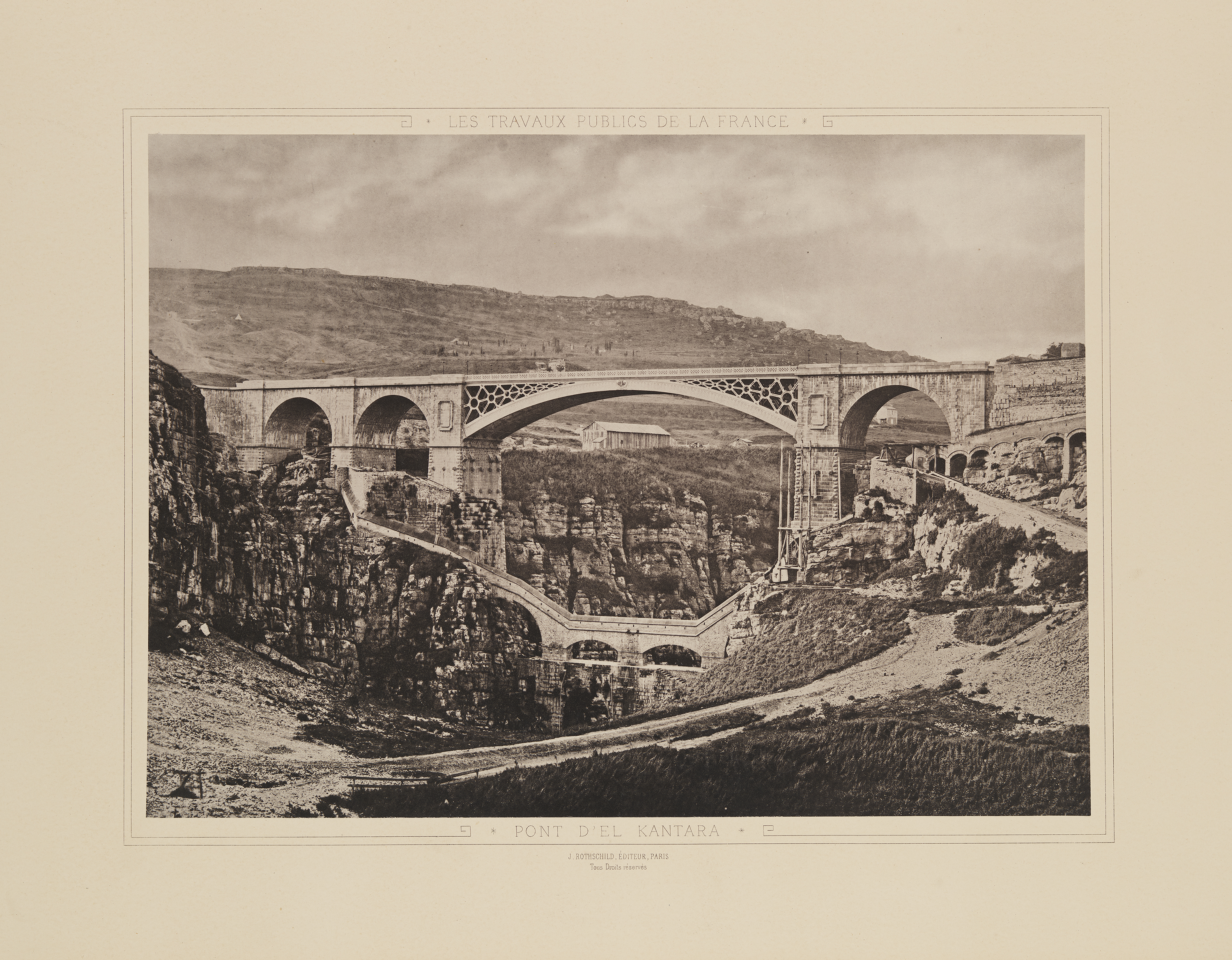
صورة للجسر سنة 1883
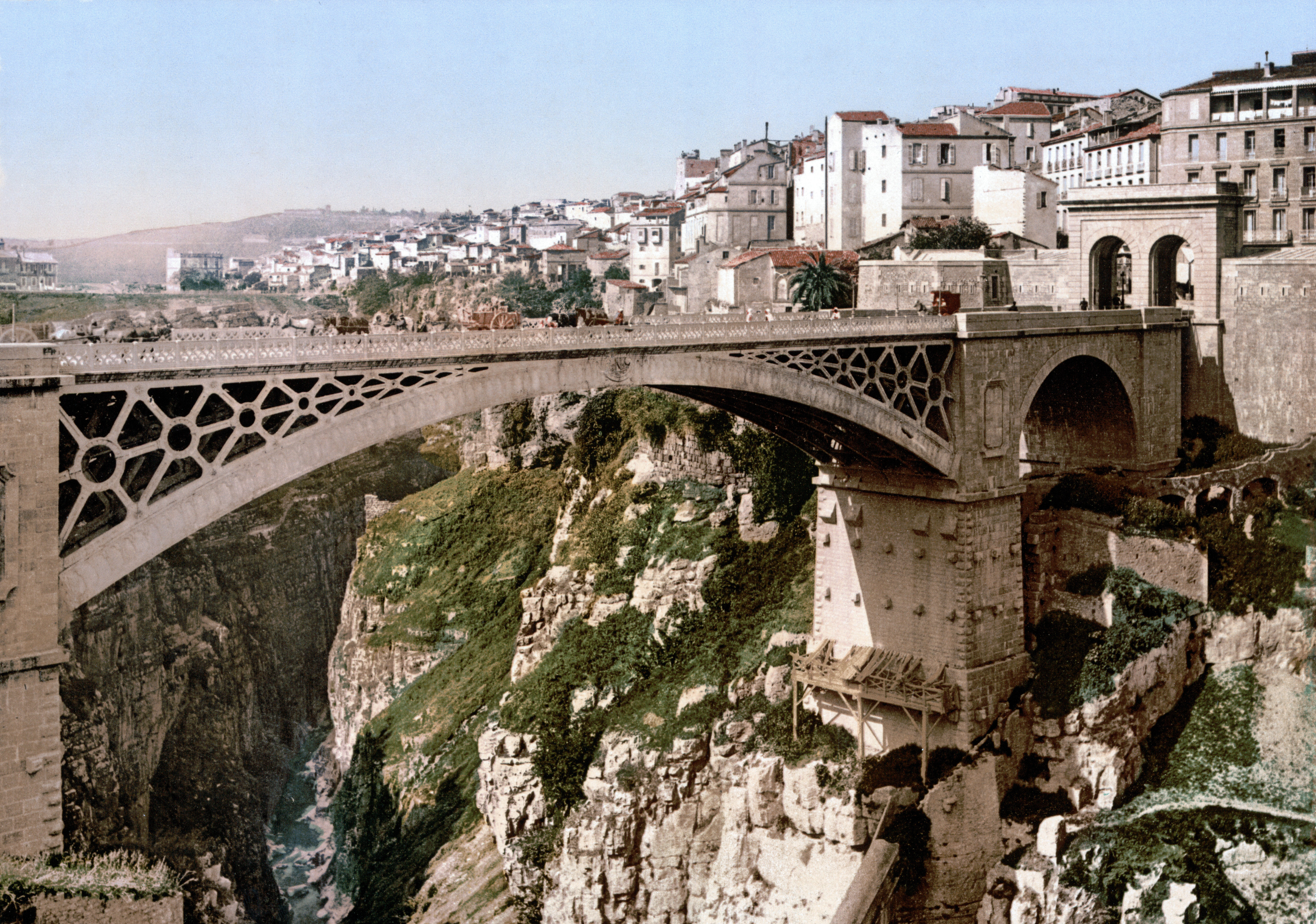
الجسر سنة 1899
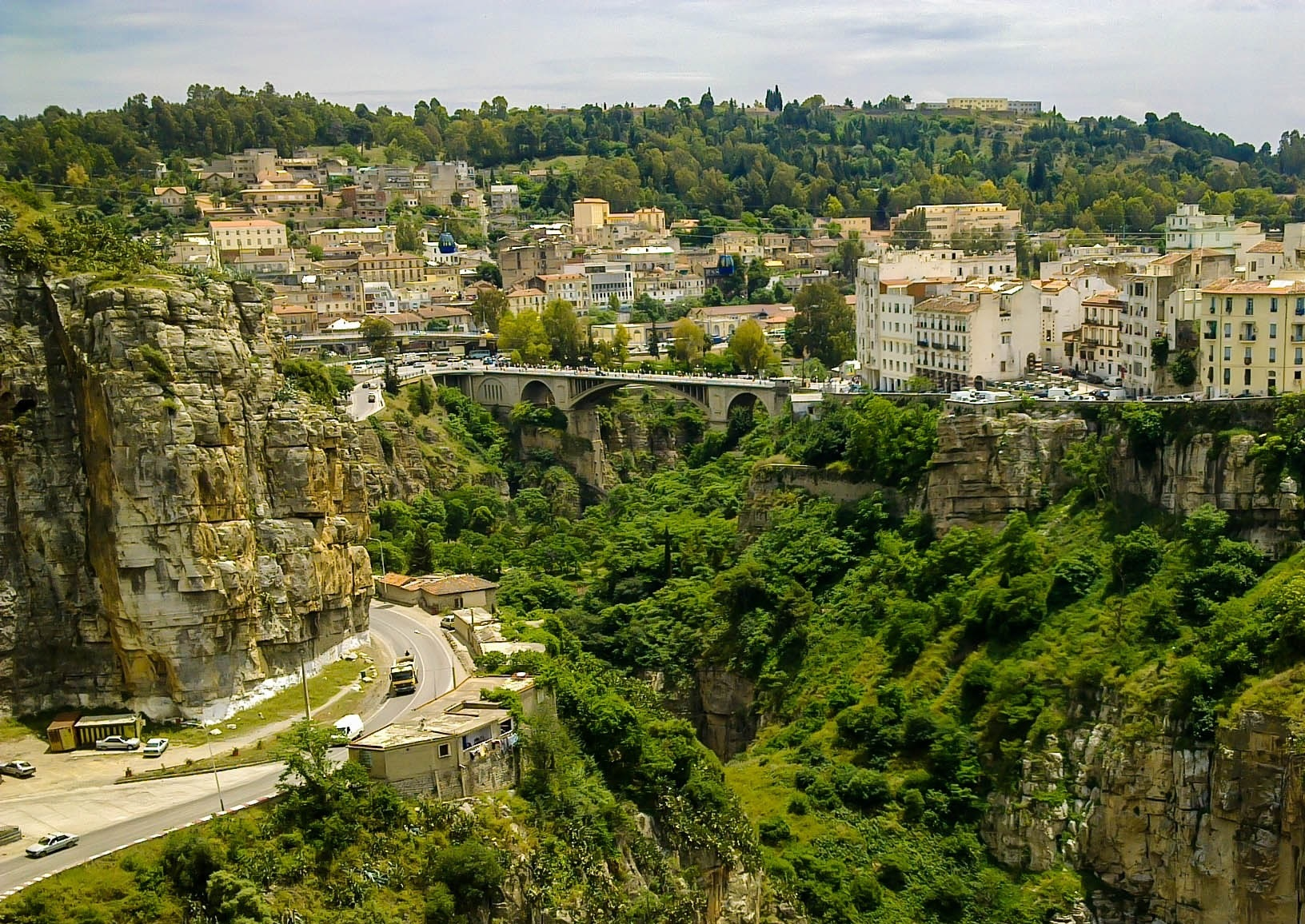
الجسر من بعيد